# 瓦列里·萨洛夫
瓦列里·萨洛夫（Valery Salov，1964年5月26日—），出生于波兰弗罗茨瓦夫，俄罗斯国际象棋棋手、特级大师，最高排名为世界第三。
萨洛夫于于1984年获国际大师称号。1986年，晋升为特级大师。他是1980年世界国际象棋17岁组冠军、1983－1984年欧洲国际象棋青年冠军。1987年苏联国际象棋锦标赛上，他与亚历山大·别利亚夫斯基并列第一，但最终在加赛中输给别利亚夫斯基。他还曾于1988年、1994年两度闯入世界冠军候选人赛。